# فرانسيسكا غونزاليس
فرانسيسكا غونزاليس (بالإسبانية: Francisca González)‏ (20 يوليو 1993 بالسلفادور - ) هي لاعبة كرة قدم سلفادورية في مركز الهجوم. شاركت مع منتخب السلفادور تحت 17 سنة للسيدات لكرة القدم ‏ ومنتخب السلفادور الوطني لكرة القدم للسيدات.

## وصلات خارجية
- فرانسيسكا غونزاليس على موقع Soccerway.com (الإنجليزية)